# توماس ريكيتس
توماس ريكيتس هو عسكري كندي، ولد في 15 أبريل 1901، وتوفي في 10 فبراير 1967.